# Cmentarz żydowski w Sulmierzycach
Cmentarz żydowski w Sulmierzycach – kirkut społeczności żydowskiej niegdyś zamieszkującej Sulmierzyce. Nie wiadomo kiedy dokładnie powstał. Znajduje się na północ od miejscowości przy drodze do Stanisławowa. Został zniszczony w czasie II wojny światowej i obecnie na zalesionym terenie nie zachowały się żadne nagrobki. 